# 鹿児島高等予備校
鹿児島高等予備校（かごしまこうとうよびこう）は、鹿児島県鹿児島市高麗町にある大学受験予備校（専修学校）。設置者は学校法人桜学園。
1995年より学校法人河合塾と業務提携を結んでいる。2005年に創立50周年を迎えた。

## 沿革
- 1954年（昭和29年）12月 - 鹿児島市上荒田町に、鹿児島高等予備校を設置
- 1955年（昭和30年）3月 - 鹿児島県の認可校となる
- 1956年（昭和31年）8月 - 国鉄（現JR）指定校の認可を受ける
- 1968年（昭和43年）3月 - 現在地（高麗町）に移転
- 1975年（昭和50年）4月 - 全国進学情報センター（河合塾）のメンバー校となる
- 1988年（昭和63年）4月 - 河合塾のエース級講師陣による「サテライト講座」を開始（全国13校のネットワーク）
- 1991年（平成3年）12月 - 学校法人鮫島学園の認可を受ける
- 1993年（平成5年）4月 - 隣接地に男子寮「平成寮」全45室を新築
- 1993年（平成5年）9月28日 - 鹿児島県知事より専修学校の認可を受ける[1]。
- 1995年（平成7年）3月 - 学校法人河合塾と業務提携する
- 2000年（平成12年）1月 - 「KYGグリーンアカデミー」高麗教室を開設
- 2005年（平成17年）3月 - 創立50周年
- 2006年（平成18年）4月 - 高等学校卒業程度認定コース「みらい」を開設

## 授業クラス・講座
大学受験科、現役塾、みらいコースの3つのコースからなる。

### 大学受験科
浪人生を対象としたコース。授業クラスは全科目学力ごとにわけられており、自分の学力に合ったクラスで授業を受けられる。

### 現役塾
現役の高校生を対象としたコース。基礎的な授業、標準的な授業、発展的な授業の受講が可能。

### みらいコース
高等学校卒業程度認定試験から大学受験を目指す人のために設置されたコース。

## 著名な出身者
- 尾辻秀久 - 自由民主党所属の参議院議員。
- 辛島美登里 - シンガーソングライター